# Alexandr Karlovič von Meck
Alexandr Karlovič von Meck (rusky Александр Карлович фон Мекк, 6. června 1864 – 15. března 1911) byl ruský podnikatel, předseda představenstva Společnosti Kazaňské dráhy a jeden z prvních horolezců v Rusku. Byl synem přítelkyně a mecenášky Petra Iljiče Čajkovského Naděždy von Meck.

## Životopis
Alexandr Karlovič se narodil 6. června 1864 v Moskvě, jako syn železničního magnáta Karla Fjodoroviče von Meck a věhlasné mecenášky Naděždy Filaretovny. Bohatství rodiny umožnilo zajistit dětem dobrou výchovu a nejlepší vzdělání. Jako dítě vyrůstal pod vedením učitelů, učil se hrát na klavír a hodně četl. Po absolvování soukromé internátní školy v roce 1877 vstoupil na Císařskou právnickou školu v Petrohradě. Pro chatrné zdraví a pobaltské klima Petrohrad opustil a odejel s matkou do zahraničí. Na Universitě v Jeně navštěvoval přednášky různorodého zaměření, od politicko-ekonomických Karla Marxe po etnografické Nikolaje Nikolajeviče Miklucho-Maklaje.
O jeho základních vlastnostech se dozvídáme z korespondence jeho matky S Petrem Iljičem Čajkovským.  Z dopisu Naděždy von Meck ze dne 17. prosince 1877 se dozvídáme, že „ .. je snílek a vždy žije v nějakém abstraktním světě“. Ze stejné korespondence se dozvídáme i o jeho vztahu k hudbě, a to z dopisu ze dne 12. srpna 1882. „Píše mi s takovým nadšením o vašem setkání, milý Petře Iljiči, že vám nekonečně děkuji za Vaši pozornost vůči mým dětem. Zde jsou jeho vlastní slova: „Konečně se splnil můj drahocenný sen, seznámení s Petrem Iljičem. Musím přiznat, že to, co jsem skutečně našel, předčilo všechna má očekávání. Myslel jsem, že najdu vzdělaného, inteligentního, laskavého člověka, ale ani jsem nemohl očekávat tak jasnou mysl, takovou bezmeznou laskavost. Nahromadění tak vysokých kvalit v jedné osobě jasně ukazuje na nejvyšší podstatu jeho povahy.“  Také mi řekl, že před Vámi hrál Váš valčík, umím si představit, jak se mu musely třást ruce …“.
Praktické podnikání Alexandra Karloviče nezajímalo, potom co v dědickém řízení získal podíl na obrovském majetku, přenechal správu nad ním ostatním členům rodiny a věnoval se svým aktivitám a koníčkům.

### Charitativní a obecně prospěšné činnosti

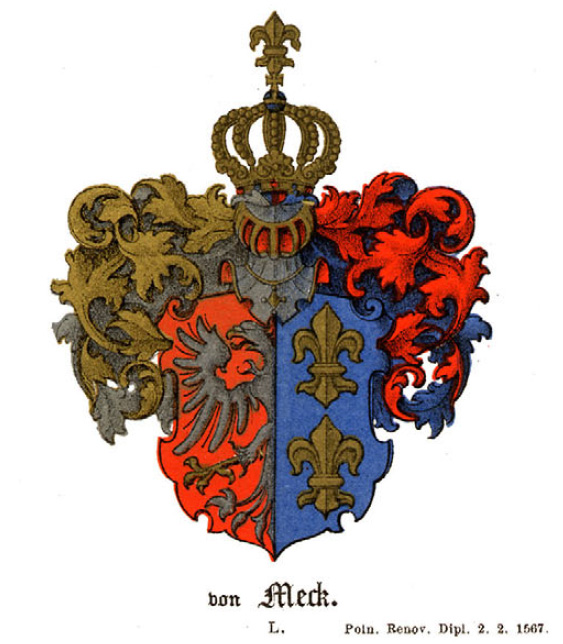
Erb rodu von Meck

Alexandr Karlovič von Meck směřoval většinu svých příjmů na charitu. Podílel se na práci moskevského poručnického výboru Imperiální filantropické společnosti. Byl místopředsedou výboru Bratrské společnosti pro zásobování bezdomovců v Moskvě. Od roku 1908 předseda moskevského poručnického výboru pro chudé Imperiální filantropické společnosti. Předseda Opatrovnické komise pro chudé děti. Za velký přínos pro činnost charitativních organizací získal hodnost kolegiálního rady, byl vyznamenán Řádem apoštolů Knížete sv. Vladimíra IV. stupně.
Byl zvolen předsedou Společnosti pro podporu ruské obchodní plavby, byl členem Společnosti pro podporu tělesného rozvoje. S prvním ředitelem archeologického ústavu založil Společnost pro pomoc chudým studentům Moskevského archeologického ústavu.
Byl známý jako sběratel obrazů, bibliograf a archivář. Jeho knižní sbírka byla považována za jednu z nejlepších ruských soukromých knihoven. V roce 1905 založil v Moskvě Společnost milovníků knižních znaků.
Jako vášnivý cestovatel se stal členem Imperiální ruské geografické společnosti a Společnosti milovníků přírodních věd, antropologie a etnografie .
Aktivní společenskou činnost prováděl v 39 společnostech, v osmi byl předsedou.  

### Horolezectví

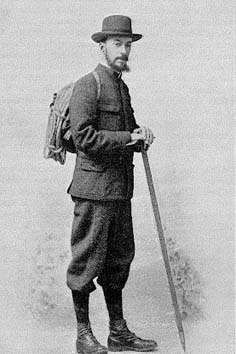
Alexandr von Meck v dobové horolezecké výstroji

Myšlenka vytvořit v Rusku horolezecký klub se zrodila v roce 1897, když si Alexandr Karlovič při procházce v pohoří Vogézy všiml jasného značení stezek. 20. prosince 1897 vznikla v domě von Meck v Moskvě Charta geografů, která později dala vzniknout Ruské horské společnosti. Přestože jeho charitativní činnost nezeslábla, věnoval se od této doby především novému koníčku, horolezectví, jehož základy si osvojil již v raném věku při četných léčebných návštěvách Chamonix.
V létě 1900 se ruská delegace v čele s Alexandrem Karlovičem von Meck zúčastnila Světového kongresu alpinistů v Paříži. Z 51 cizinců přijelo do Paříže 10 Angličanů a Španělů, 9 Rakušanů, 7 Němců a Rusů. 12. srpna byl na náklady Alexandra von Mecka uspořádán banket v prvním patře Eiffelovy věže v ruské restauraci, bylo přítomno více než 100 lidí.
V roce 1903 byla v režii Ruské horské společnosti při nákladu 500 rublů vystavena horská kamenná chata na hřebeni Bart-Kort, vedoucím k vrcholu Kazbeku. Přestože byla pojmenována Jermolovskaja po ministru Jermolovovi, odmítly úřady přidělit prostředky na údržbu tohoto přístřešku. V budoucnu roční režie vyžadovala 100 rublů a příjem činil kolem 40. Přesto byla horská chata velkým úspěchem horské společnosti.
Za největší horolezecký projekt společnosti lze považovat výstup roce 1904 na Dombay. Zúčastnili se ho Alexander von Meck, švýcarský horolezec Andreas Fischer, průvodce Christian Yossi a Jani Bezurtanov. Oblast byla důkladně prostudována, zmapována, bylo zdoláno několik důležitých vrcholů, včetně hory Belalakaja.
Další v pořadí byl Velký Nachar a Elbrus. Před výstupem dostal von Meck zprávu o vážné nemoci své dcery a plány na účast při výstupu na Elbrus musel opustit.
Všeobecný vzestup horské turistiky a horolezectví byl největším úspěchem Ruské horské společnosti. Došlo k navázání kontaktu se světovými alpinistickými špičkami a do hledáčku alpinismu se trvale dostal Kavkaz, později Pamír.
Světově proslulý německý horolezec Wilhelm Gustav Rickmer-Rickmers popsal činnost Alexandra Karloviče von Meck slovy: „Alexander vytvořil ruské horolezectví, zorganizoval a postavil ho na pevné základy. Dříve jsme o ruských horolezcích nic neslyšeli a pojem „ruský“ se v horolezectví nekonal. Von Meck tyto předsudky svou prací zničil. Svým nadšením, vytrvalým, ušlechtilým charakterem, činností šéfa Ruské horské společnosti, svými články a pracemi redaktora ročenky, postavil ruské horolezectví na čestné místo.“
Alexandr Karlovič von Meck zemřel v Moskvě 15. března 1911. Vdova Anna Georgijevna byla zvolena předsedkyní Ruské geografické společnosti. Syn Georgij Alexandrovič pokračoval v korespondenci se zahraničními alpskými kluby a spolky. Od nich pak přijímal literaturu, která doplňovala obrovskou knihovnu Ruské horské společnosti.